# Чеплярово
Чеплярово (рос. Чеплярово) — присілок у Большереченському районі Омської області Російської Федерації.
Орган місцевого самоврядування — Новологіновське сільське поселення. Населення становить 115 осіб.

## Історія
Згідно із законом від 30 липня 2004 року органом місцевого самоврядування є Новологіновське сільське поселення.

## Населення
| 1926 | 2002 | 2010 |
| ---- | ---- | ---- |
| 165  | ↗209 | ↘115 |